# Хронология на световната икономическа криза (2008)

## Седмицата започва на 14 септември 2008 г.

### Криза на големите финансови компании
В неделя, 14 септември, Lehman Brothers обявява банкрут, след като Федералният резерв отказва искането му за финансова помощ. В същия ден е обявена продажбата на Мерил Линч на Bank of America. Началото на седмицата се характеризира с изключителна нестабилност на световните фондови пазари. Седмицата започва с рязък спад на цените на акциите с откриването на търговията на повечето борси в понеделник, 15 септември, спад, който се връща два дни по-късно, в сряда. Във вторник, 16 септември, най-голямата застрахователна компания в света AIG, която заема значителен дял на пазара на ипотечни кредити в САЩ, е засегната от криза на ликвидност, след като кредитният ѝ рейтинг е бил намален. По искане на AIG, Федералният резерв ги подпомага, след като AIG показва, че не е в състояние да привлече допълнителен кредит на свободния пазар. В тази ситуация правителството на Съединените щати чрез Федералния резерв закупува 79,9% от застрахователната компания за 85 милиарда долара, както и правото да предотврати разпределението на дивиденти на акционерите преди сделката.

### Парични пазари, застраховане, къси продажби
На 16 септември Reserve Primary Fund, голям фонд на паричния пазар, понижава цената на дяла под един долар, тъй като е изложен на обезпечение на дълга на Lehman Brothers. Тази стъпка довежда до увеличаване на търсенето от страна на инвеститорите за обратно изкупуване на средствата им във фонда. До този момент този фонд и подобни фондове се смятаха за един от най-сигурните инвестиционни канали в Съединените щати. Сутринта на 18 септември поръчките за продажба на институционалните инвеститори на паричния пазар достигат половин трилион долара с обща пазарна стойност от 4 трилиона долара, но притокът от Федералния резерв от 105 милиарда долара предотвратява тотален срив на средствата. На 19 септември Министерството на финансите на САЩ предлага временна застраховка на финансовите фондове (подобно на FDIC застраховка за банки). В края на седмицата Органът за финансови услуги в Обединеното кралство обяви спиране на късите продажби на акции във Великобритания, както направи и Комисията за ценни книжа и борси в САЩ (SEC). Тези мерки доведоха до временно отпускане и известно възстановяване на фондовата борса в петък, 19 септември, последният ден на търговия през тази седмица.